# White City Cemetery
White City Cemetery is een Britse militaire begraafplaats met gesneuvelden uit de Eerste Wereldoorlog, gelegen in de Franse gemeente Bois-Grenier in het Noorderdepartement. De kleine begraafplaats ligt bijna een kilometer ten zuiden van het dorpscentrum, langs de weg naar Radinghem-en-Weppes. De begraafplaats werd ontworpen door Herbert Baker en wordt onderhouden door de Commonwealth War Graves Commission. Ze heeft een rechthoekig grondplan met een oppervlakte van 844 m² en wordt omgeven door een bakstenen muur. Centraal tegen de zuidelijke muur staat het Cross of Sacrifice.

## Geschiedenis
Bois-Grenier lag tijdens de oorlog dicht bij het front, maar bleef het grootste deel van de oorlog in geallieerde handen. De begraafplaats werd door gevechtseenheden gebruikt van oktober 1914 tot december 1915.
Er worden 92 Britten herdacht, waarvan 9 niet geïdentificeerd konden worden. Er liggen ook drie Duitsers begraven.

## Graven

### Minderjarige militair
- C.I. Spink, soldaat bij het Lincolnshire Regiment was slechts 16 jaar toen hij sneuvelde op 3 augustus 1915.

### Aliassen
- korporaal Lipman Polack diende onder het alias H. Davis bij het Royal Berkshire Regiment.
- soldaat Robert Gordon diende onder het alias T. Sullivan bij het Royal Berkshire Regiment.